# Passiflora schultzei
Passiflora schultzei är en passionsblomsväxtart som beskrevs av Hermann August Theodor Harms. Passiflora schultzei ingår i släktet passionsblommor, och familjen passionsblomsväxter. Inga underarter finns listade i Catalogue of Life.